# Fuentepiñel
Fuentepiñel település Spanyolországban, Segovia tartományban. Fuentepiñel Fuente el Olmo de Fuentidueña, Torrecilla del Pinar, Cozuelos de Fuentidueña, Fuentesaúco de Fuentidueña és Calabazas de Fuentidueña községekkel határos. Lakosainak száma 68 fő (2024).

## Népesség
A település népessége az elmúlt években az alábbi módon változott:
| Lakosok száma | 175  | 150  | 130  | 122  | 117  | 105  | 97   | 96   | 78   | 68   |
|               | 2001 | 2004 | 2007 | 2009 | 2012 | 2014 | 2017 | 2019 | 2022 | 2024 |